# Joseph Berres
Christian Joseph Edler von Berres (ur. 18 marca 1796 w Hodonínie, zm. 24 grudnia 1844 w Wiedniu) – austriacki lekarz chirurg, wykładowca i dziekan Uniwersytetu Lwowskiego.

## Życiorys
Po ukończonych studiach w Wiedniu (1817) wykładał anatomię na Uniwersytecie Lwowskim. Za zasługi w zwalczaniu epidemii cholery w 1831 otrzymał honorowe obywatelstwo Lwowa. W 1832 przeniósł się do Wiednia, gdzie objął katedrę anatomii na Uniwersytecie Wiedeńskim. Opublikował szereg prac naukowych, które przyniosły mu szerokie uznanie w Europie. Zajmował się m.in. wykorzystaniem mikroskopu i w badaniach anatomicznych. Wynalazł pionierską metodę fotografowania mikroskopowego z użyciem dagerotypu. Jego prace zapoczątkowały rozwój histologii jako gałęzi medycyny. W 1842 otrzymał tytuł szlachecki Edler von Perez i złoty medal Nauki i Sztuki (Kunst und Wissenschaften). Zmarł na chorobę serca.
Trzej jego synów było generałami w armii Austro-Węgierskiej.

## Publikacje
- Praktische Erfahrungen über die Natur der Cholera in Lemberg und Behandlungsart derselben, Lwów, 1831
- Anthropotomie oder Lehre von dem Baue des menschlichen Körpers. 2. Aufl., Wiedeń, 1835, 1835–1841, 1841
- Anatomie der mikroskopischen Gebilde des menschlichen Körpers (Anatomia microscopica corporis humani.), Wiedeń, 1837
- Phototyp nach der Erfindung des Professor Berres in Wien, Wiedeń, 1840